# Obwodnica Trójmiasta
Obwodnica Trójmiasta, Obwodnica trójmiejska (właściwie (Trasa) Obwodowa Trójmiasta) – zachodnia obwodnica Trójmiasta będąca częścią drogi ekspresowej S6 i drogi ekspresowej S7. Obwodnica przebiega w kierunku północ-południe od Gdyni do Pruszcza Gdańskiego. Jej długość wynosi 38,6 km.

## Historia

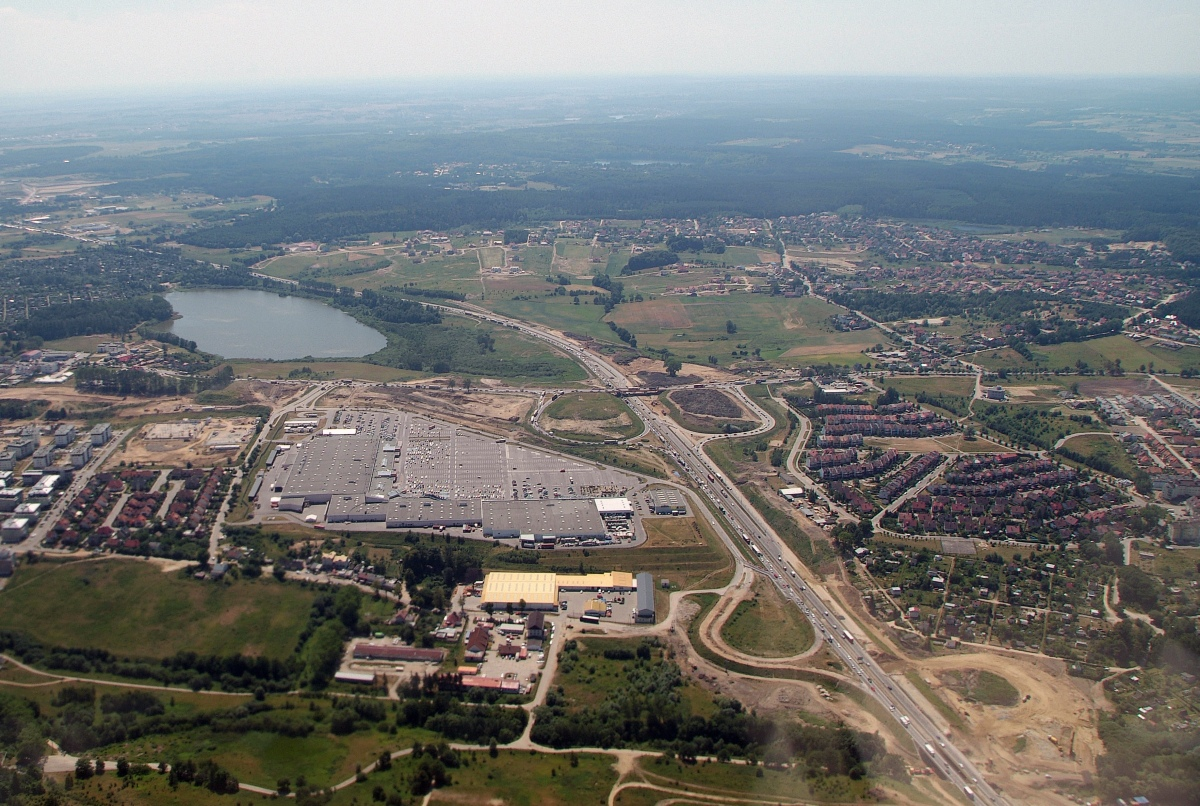
Obwodnica Trójmiasta – węzeł Karczemki (widok w kierunku południowym), 2010

Budowa trasy rozpoczęta została w latach 70., a pierwszy jej odcinek oddany został w roku 1977. Poszczególne etapy realizowane były w latach:
- 1973–1977 – jezdnia wschodnia Gdynia – Pruszcz Gdański (otwarcie 15 grudnia 1977)[1],
- 1978–1984 – jezdnia zachodnia Gdynia – Straszyn,
- 1987–1989 – węzeł Kowale,
- 1994–1996 – węzeł Osowa,
- 2000–2001 – jezdnia zachodnia Straszyn – Juszkowo
- 2005–2007 – jezdnia zachodnia Juszkowo – Rusocin,
- 2006–2008 – węzeł Gdynia Port.

Do reformy sieci drogowej w 1985 roku arteria nie posiadała numeru. W latach 1985–2000 istniała jako droga krajowa nr 6, następnie w 2000 roku otrzymała oznaczenie S6.
W roku 2002 zakończono gruntowny remont drogi.
Obwodnica trójmiejska jest trasą o statusie drogi ekspresowej pomimo braku pełnowymiarowych pasów awaryjnych. Na całej długości posiada dwupoziomowe skrzyżowania i dwie jezdnie, a każda z jezdni posiada dwa (na niektórych odcinkach – trzy) pasy ruchu.
Większa część Obwodnicy Trójmiasta przebiega przez obszary Trójmiejskiego Parku Krajobrazowego, mimo to ma jedynie jedno – zbudowane przy okazji modernizacji w 2002 roku – przejście dla zwierząt leśnych.
We wrześniu 2007 radni Gdańska zadecydowali o nazwaniu gdańskiego odcinka Obwodnicy Trójmiasta aleją Kazimierza Jagiellończyka.
W 2015 roku fragment obwodnicy od ulicy Morskiej w Gdyni do węzła Gdańsk Południe został włączony do przebiegu drogi ekspresowej S7.

## Rozbudowa
W okolicach Rusocina, na końcowym fragmencie obwodnicy trójmiejskiej, powstał węzeł drogowy, który rozpoczyna autostradę A1 – obwodnica trójmiejska jest jej przedłużeniem.
W 2008 otwarto odgałęzienie obwodnicy trójmiejskiej w Gdyni, które stanowi dokończenie Trasy im. Eugeniusza Kwiatkowskiego, łączące obwodnicę z gdyńskim portem promowym i kontenerowym.
Docelowo, północny koniec obwodnicy trójmiejskiej łączyć ma się z projektowaną obwodnicą północną aglomeracji trójmiejskiej, a na odcinku od węzła z obwodnicą południową do Trasy Kwiatkowskiego, ma posiadać po trzy pasy ruchu w każdym kierunku.
W celu zwiększenia przepustowości węzła Karczemki, będącego skrzyżowaniem z gdańską trasą W-Z, w latach 2011–2012 dokonano jego rozbudowy poprzez budowę drugiego wiaduktu i bezkolizyjnych zjazdów z drugiego pasa obwodnicy. W tym samym czasie przebudowano węzeł w Straszynie, wprowadzając do niego nowo wybudowaną południową obwodnicę Gdańska.
W 2010 r. rozpoczęto konsultacje społeczne dotyczące budowy tzw. obwodnicy metropolitalnej Trójmiasta, którą w przyszłości ma przebiegać trasa S6. Trasa ta ma przebiegać od węzła w Borkowie przez Lublewo, Żukowo do Chwaszczyna, a jej budowa miała się w myśl pierwotnych planów skończyć w 2016. W 2014 r. szacowane koszty budowy tego odcinka wynosiły 3 mld zł.
W opinii GDDKiA w związku z funkcjonowaniem na granicy przepustowości (np. 14 sierpnia 2014 na wysokości węzła Gdańsk Osowa zarejestrowano ponad 95 tys. pojazdów w ciągu 24 godzin) obwodnica Trójmiasta powinna zostać rozbudowana do trzech pasów. Nieustannie rosnące natężenie ruchu sprawia, że aż 70 proc. kierowców nie zachowuje należytej odległości, co zmniejsza bezpieczeństwo na drodze. Koszt poszerzenia S6 wraz z węzłami to blisko pół miliarda złotych.
1 lipca 2016 na obwodnicy odnotowano rekordowe natężenie ruchu pojazdów w wysokości 100820 pojazdów na dobę. 14 lipca 2017 zmierzone natężenie ruchu wyniosło z kolei 104709 samochodów.
Trójmiejska obwodnica obok warszawskiego mostu gen. Stefana Grota-Roweckiego jest drogą o największym natężeniu ruchu w Polsce (średnio ponad 80 tys. pojazdów dziennie). W 2016 odnotowano na niej ponad 500 kolizji.
W 2014 na gdyńskim odcinku obwodnicy doszło do 14 wypadków, natomiast w 2015, czyli po wprowadzeniu ograniczenia do 100 km/h, liczba ta spadła do 8.
24 lipca 2024 w Sejmie przedstawicielka Ministerstwa Infrastruktury oznajmiła, że nie będzie przebudowy Obwodnicy Trójmiasta ponieważ część ruchu przejmie Obwodnica Metropolitalna Trójmiasta. Jako uzasadnienie decyzji ministerstwo podało, że jest to trudne do wykonania technicznie i nieopłacalne ekonomicznie.